# Gran Premio FECOCI
Le Gran Premio FECOCI (officiellement : Gran Premio Federación Costarricense de Ciclismo) est une course cycliste d'un jour disputée au Costa Rica. Créée en 2018, elle fait partie de l'UCI America Tour, en catégorie 1.2.

## Palmarès
| Année | Vainqueur     | Deuxième      | Troisième     |
| ----- | ------------- | ------------- | ------------- |
| 2018  | William Muñoz | Óscar Sevilla | Eduardo Corte |